# قتل شبه‌عمد (فیلم ۱۹۳۰)
«قتل شبه عمد» (انگلیسی: Manslaughter) فیلمی در ژانر درام به کارگردانی جورج ابوت است که در سال ۱۹۳۰ منتشر شد.

## بازیگران
- کلودت کولبرت
- فردریک مارچ
- اما دان
- ناتالی مورهد
- ریچارد تاکر
- Hilda Vaughn
- G. Pat Collins
- Steve Pendleton
- استنلی فیلدز
- Arnold Lucy
- ایوان سیمپسون
- Irving Mitchell